# Muỗi
Muỗi (danh pháp khoa học: Culicidae), là tên gọi chung cho một họ côn trùng gồm khoảng 3600 loài, thuộc bộ Hai cánh (Diptera).
Chúng có một đôi cánh vảy, một đôi cánh cứng, thân mỏng, các chân dài. Muỗi đực hút nhựa cây và hoa quả để sống, muỗi cái hút thêm máu người và động vật. Kích thước thay đổi theo loài, nhưng ít khi lớn hơn vài cm. Đa số có trọng lượng khoảng 2 đến 2,5 mg. Chúng có thể bay với tốc độ 1,5 đến 2,5 km/h.
Muỗi đã tồn tại trên hành tinh của chúng ta khoảng 170 triệu năm. Họ Culicidae thuộc bộ Diptera và chứa khoảng 2700 loài trong 35 giống gồm Anopheles, Culex, Psorophora, Ochlerotatus, Aedes, Sabethes, Wyeomyia, Culiseta, Haemagoggus,...

## Đặc điểm sinh thái
Muỗi sinh trưởng chủ yếu trong các đầm lầy, ao hồ hoặc các vũng nước đọng, các vùng ẩm ướt. Chúng đẻ trứng xuống nước, trứng nở thành ấu trùng gọi là bọ gậy hay lăng quăng. Bọ gậy sống trong nước một thời gian, sau phát triển thành nhộng, rồi biến thành muỗi trưởng thành, bay lên khỏi mặt nước.
Nhiệt độ thích hợp cho muỗi sinh trưởng và phát triển là khoảng 20 đến 25 độ C. Vì vậy chúng xuất hiện ở các nước nhiệt đới, trong đó có Việt Nam. Vòng đời của muỗi phụ thuộc loài và nhiệt độ, thay đổi từ vài ngày đến khoảng một tháng.
Muỗi cái có vòi dạng đặc biệt có thể xuyên thủng da người và động vật để hút máu. Muỗi cái cần hút thêm máu để có nguồn protein để sản sinh ra trứng. Thức ăn bình thường của muỗi là nhựa cây và hoa quả, không chứa đủ protein cho muỗi cái. Muỗi đực không có vòi thích hợp để hút máu, và chỉ ăn nhựa cây và hoa quả. Cũng có một nhánh muỗi, tên là Toxorhynchites, không hút máu.
Muỗi cái xác định mục tiêu hút máu qua mùi vị và cảm nhận nhiệt. Chúng đặc biệt nhạy cảm với Carbon dioxide (hay còn gọi là Cacbonic) trong hơi thở động vật và một số mùi trong mồ hôi. Một số người, ví dụ nam giới, béo và thuộc nhóm máu O, hấp dẫn muỗi nhiều hơn. Muỗi cảm nhận được tia hồng ngoại phát ra từ vật có thân nhiệt cao, nên dễ tìm được đến động vật và chim máu nóng.
Muỗi có bốn giai đoạn trong vòng đời là trứng muỗi, bọ gậy (ấu trùng), cung quăng (nhộng) và muỗi trưởng thành. Muỗi cái trưởng thành đẻ trứng theo từng đợt.
Sau khi muỗi đẻ trứng, sau 2 - 3 ngày, trứng thường nở thành bọ gậy. Sau khi nở, bọ gậy không phát triển liên tục mà trải qua 4 giai đoạn khác nhau, gồm: Ở tuổi thứ nhất, bọ gậy có kích thước khoảng 1,5 mm và ở tuổi thứ tư nó có kích thước khoảng 8 - 10mm.
Bọ gậy không có chân nhưng có đầu phát triển, mình phủ nhiều lông, bơi được bằng các chuyển động của cơ thể. Bọ gậy ăn tảo, vi khuẩn và các vi sinh vật trong nước. Nơi khí hậu ấm áp, thời gian bọ gậy phát triển cần khoảng 4 - 7 ngày hoặc dài hơn nếu thiếu thức ăn. Sau đó, bọ gậy khi đã phát triển đến tuổi thứ tư chuyển hóa thành cung quăng có hình dấu phẩy.
Các biện pháp diệt bọ gậy muỗi truyền bệnh không làm giảm ngay số lượng muỗi đốt, có khi phải mất vài ngày hoặc vài tuần mới giảm được số lượng muỗi đốt. Diệt bọ gậy muỗi truyền bệnh bao gồm các biện pháp khác nhau như thau vét bọ gậy, làm thay đổi nơi sinh sản của muỗi, làm cho bọ gậy không sinh sôi, nảy nở được. Khống chế không cho muỗi trưởng thành đến được nơi sinh sản. Thả cá và các loài sinh vật ăn bọ gậy khác vào những nơi có bọ gậy muỗi. Đồng thời có thể dùng các loại hóa chất diệt bọ gậy. Các biện pháp can thiệp này nhắm tới mục đích là giảm nguồn truyền
Việc làm thoát nước ở các khu vực đầm lầy, nước tù đọng, đất đai khai khẩn và các biện pháp lâu dài khác được thực hiện từ đầu thế kỷ 20 ở nhiều nơi đã góp phần rất tích cực trong các biện pháp phòng chống và giảm thiểu những bệnh do muỗi truyền. Diệt bọ gậy muỗi truyền bệnh cần phải được thực hiện chung quanh nơi sinh sống của con người trong phạm vi lớn hơn phạm vi dự định diệt muỗi. Đối với nhiều loài muỗi, phạm vi này khoảng 1,5–2 km. Các biện pháp không có hiệu quả lâu dài cần phải được duy trì suốt trong thời gian có muỗi truyền bệnh hoạt động mạnh.

## Phân loại
Có trên 3.500 loài muỗi đã được mô tả. Chúng được chia thành 2 phân họ với 43 chi. Dữ liệu này có thể thay đổi do việc bổ sung các loài mới hoặc do các nghiên cứu DNA.

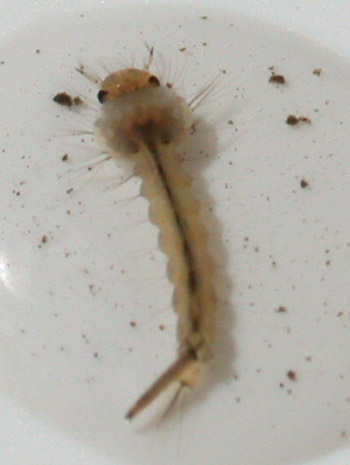
Một con bọ gậy, ấu trùng của muỗi. Bọ gậy phải thường xuyên bơi lên mặt nước, lấy oxy trong không khí thông qua một ống thở ở đuôi. Đa phần chúng ăn các vi sinh vật trong nước để sống.

Phân họ Anophelinae
- Anopheles
- Bironella
- Chagasia

Phân họ Culicinae
- Aedeomyia
- Aedes
- Armigeres
- Ayurakitia
- Borachinda
- Coquillettidia
- Culex
- Culiseta
- Deinocerites
- Eretmapodites
- Ficalbia
- Galindomyia
- Haemagogus
- Heizmannia
- Hodgesia
- Isostomyia
- Johnbelkinia
- Kimia
- Limatus
- Lutzia
- Malaya
- Mansonia
- Maorigoeldia
- Mimomyia
- Onirion
- Opifex
- Orthopodomyia
- Psorophora
- Runchomyia
- Sabethes
- Shannoniana
- Topomyia
- Toxorhynchites
- Trichoprosopon
- Tripteroides
- Udaya
- Uranotaenia
- Verrallina

## Muỗi và sức khỏe

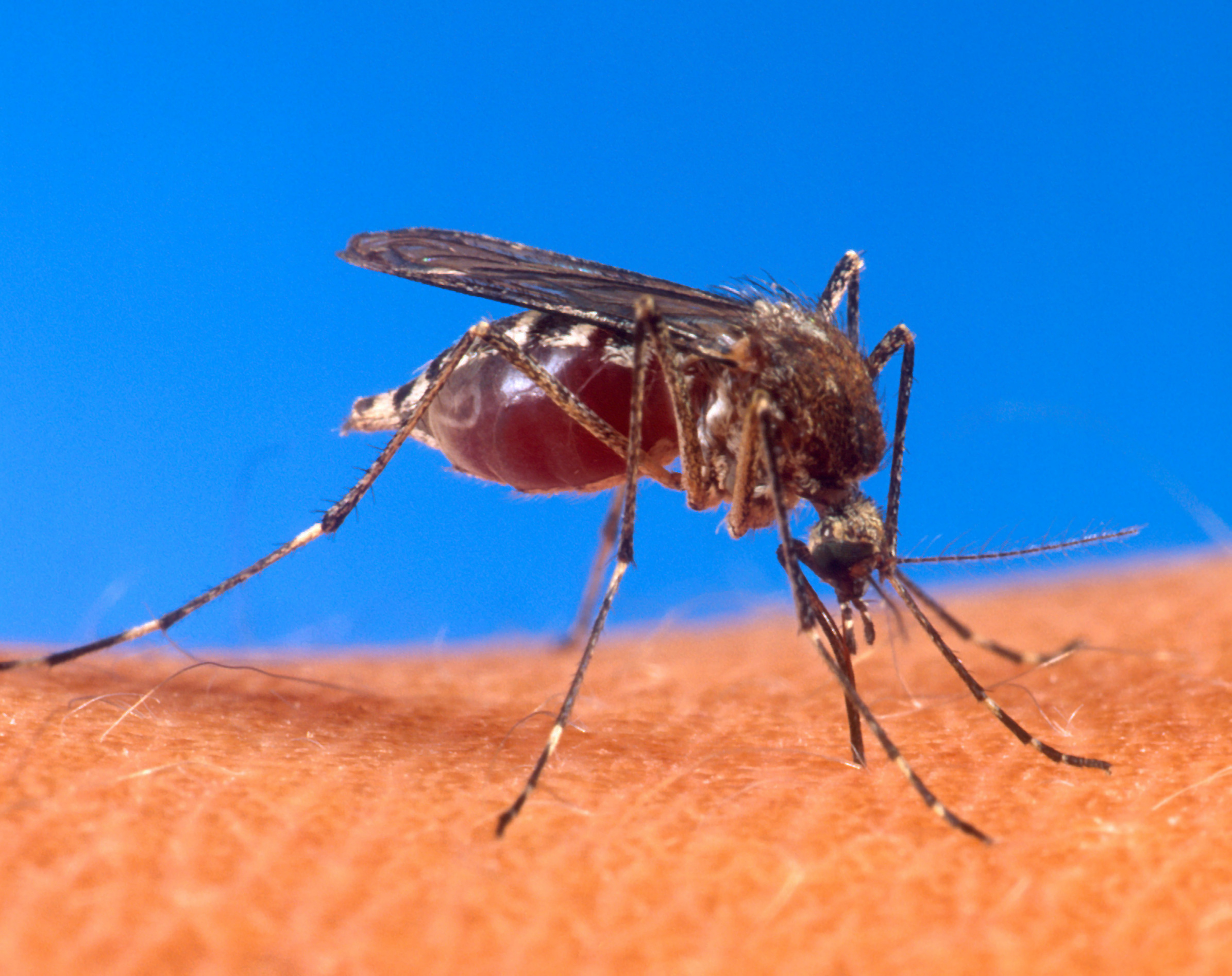
Muỗi Aedes aegypti đang đốt một người

Một số loài muỗi có khả năng là vật trung gian truyền bệnh giữa người với người, hay giữa động vật và người. Các bệnh do muỗi truyền có thể gây tử vong cao gồm sốt xuất huyết, sốt rét, sốt vàng da...
Ở Việt Nam, vào mùa hè và mùa mưa hàng năm, sự phát triển của muỗi thường xuyên gây nên các dịch bệnh làm tử vong nhiều bệnh nhân. Mùa hè năm 2004, có vài chục nghìn người Việt Nam bị nhiễm bệnh sốt xuất huyết, trong đó có vài chục ca tử vong, do muỗi truyền. Trên thế giới, có khoảng hơn nửa tỷ người mắc bệnh sốt rét hàng năm, tập trung ở Châu Phi, với thủ phạm truyền bệnh là muỗi. Năm 2017, đại dịch Zika bùng phát gây nên hiện tượng teo não ở người mà tác nhân cũng là do muỗi gây ra

## Khống chế muỗi

### Diệt muỗi
Trước đây, các hóa chất độc thường được sử dụng để diệt muỗi, như bằng bình xịt, hay đốt hương muỗi. Nhưng các biện pháp hiện đại sử dụng các sinh vật có khả năng tiêu diệt muỗi, hoặc các phương pháp sinh học và vật lý khác, tránh sử dụng chất hóa học độc hại cho cơ thể con người.

#### Dùng sinh vật
Sử dụng thiên địch để diệt muỗi:
- Nuôi cá hoặc lươn nhỏ trong bể nước để tiêu diệt bọ gậy.
- Nuôi chuồn chuồn ngoài đồng ruộng. Các ấu trùng chuồn chuồn trong nước ăn bọ gậy, còn chuồn chuồn trưởng thành bắt muỗi trong không trung.
- Nuôi bò sát nhỏ như thạch sùng, thằn lằn để ăn muỗi trong nhà.
- Bảo vệ dơi bắt muỗi trong không trung.
- Dùng Mesocyclops để diệt lăng quăng
- Dùng các côn trùng thủy sinh thuộc họ corixidae để diệt lăng quăng

#### Cải tạo môi trường
Mục đích là thu hẹp môi trường sinh trưởng của muỗi:
- Nạo vét cống rãnh, vũng nước
- Phát quang bụi rậm
- Sử dụng bồn chứa nước sinh hoạt kín
- Dọn dẹp nhà cửa
- Không để các vật ủ lại một chỗ (dễ cho muỗi phát sinh)

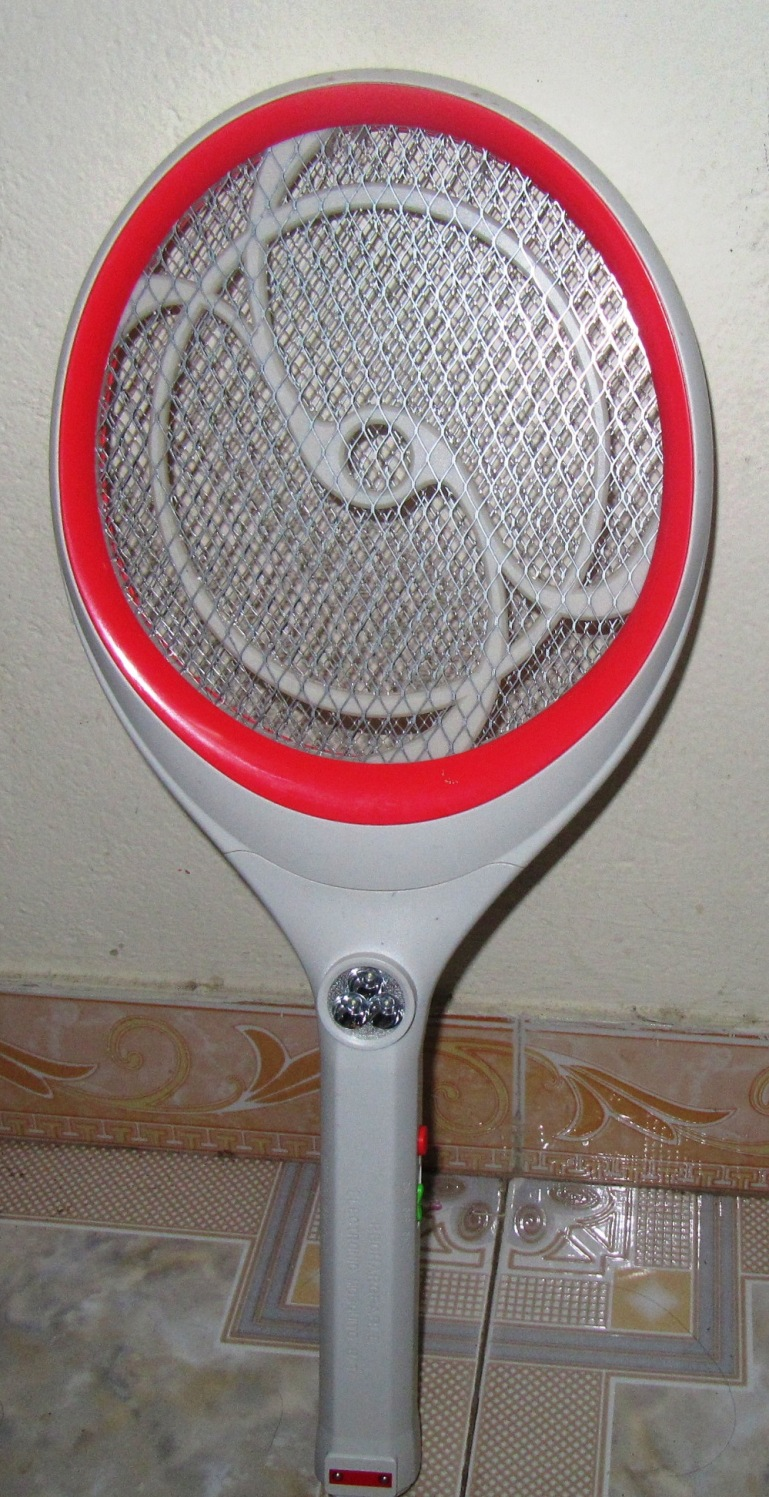
Vợt diệt muỗi

#### Bẫy điện
- Đèn bẫy muỗi được chế tạo với một đèn phát ánh sáng, hấp dẫn muỗi và côn trùng tụ tập đến, bao quanh bởi lưới kim loại có hiệu điện thế thấp. Khi muỗi và côn trùng sa vào lưới, dòng điện nhỏ sẽ phóng qua và tiêu diệt chúng. Phương pháp này sử dụng được trong nhà và ngoài trời.
- Vợt điện, thiết kế như vợt bắt muỗi cầm tay, chỉ gồm lưới kim loại có điện thế, chạy pin. Vợt này đòi hỏi kỹ thuật sử dụng của người bắt muỗi, có thể có ích trong nhà, nhưng không có tính hiệu quả cao.

#### Dùng hóa chất
- Thuốc xịt, có thể được xịt ở những khu vực ngoài trời rộng lớn. Một số thuộc xịt còn được xịt tiêu diệt muỗi và các côn trùng khác trong nhà ở, khi mọi người đi vắng. Việc dùng thuốc xịt gây tranh cãi, vì nó không chỉ độc cho con người mà còn tiêu diệt các sinh vật ăn muỗi, làm mất cân bằng sinh thái.
- Hương xua muỗi (còn gọi là nhang muỗi), có thể được đốt trong nhà khi mọi người đi vắng. Nó có thể tiêu diệt muỗi trong phạm vi nhà ở và không duy trì được tác dụng lâu dài. Hương xua muỗi có thể gây độc cho người và tạo nguy cơ hỏa hoạn.

#### Dùng muỗi biến đổi gien
Có thể tạo ra chủng muỗi đực bị mất khả năng sinh sản khi chiếu phóng xạ rồi thả chúng vào tự nhiên. Các con muỗi đực vô sinh sẽ cạnh tranh giao phối với muỗi đực thường, giảm tỷ lệ sinh của muỗi.

### Xua muỗi
Một cách khác để giảm thiểu khả năng bị muỗi ảnh hưởng đến sức khỏe là ngăn cản không cho chúng tiếp xúc với cơ thể.

#### Bật đèn sáng
Muỗi rất sợ đèn sáng vào buổi tối.
nhưng với đèn có tia uv cao thì sẽ lại thu hút chúng. 
các đèn bẫy muỗi thông thường là loại đèn phát tia cực tím để thu hút chúng. nhưng với tia uv thì lại có hại cho con người đặc biệt là trẻ nhỏ. nhìn nhiều hại mắt, tiếp xúc nhiều hại da....
vì vậy đặc biệt cách ly với con nhỏ. (hậu quả làm mờ mắt sớm, lão hóa sớm...)

#### Gió nhẹ
- Tạo luồng gió nhẹ bằng quạt có thể xua được muỗi.

#### Màn
Các biện pháp dùng màn và lưới không gây hại cho sức khỏe hay môi trường, chi phí không cao và phát huy tác dụng trong thời gian dài.
- Màn ngủ là phương pháp hiệu quả để phòng chống muỗi đốt khi ngủ.
- Lưới cửa, là các lưới kim loại (hay nhựa) có lỗ nhỏ, không cho muỗi hay các loại côn trùng vượt qua và xâm nhập vào nhà ở, nhưng vẫn đảm bảo thoáng khí và ánh sáng.

#### Thuốc xua muỗi
- Thuốc bôi lên da để xua muỗi khỏi da, tiện dụng khi đi du lịch đến vùng đất nhiều muỗi. Chúng thường chứa các hóa chất sau: DEET, tinh dầu bạc hà mèo, nepetalactone, tinh dầu xả hay tinh dầu bạch đàn (còn gọi là dầu khuynh diệp).

#### Máy phát siêu âm xua muỗi
- Các máy này được chế tạo nhỏ như đồng hồ, đeo ở tay, chạy pin, phát ra sóng siêu âm khiến muỗi không muốn lại gần, nhưng tai người không nghe thấy gì. Tiện dụng khi ta đi du lịch các vùng đất nhiều muỗi. Tuy nhiên chưa có bằng chứng khoa học nào chứng minh được công dụng của thiết bị này.